# غيلبرت إم. غول
غيلبرت إم. غول (بالإنجليزية: Gilbert M. Gaul)‏ هو صحفي أمريكي، ولد في 18 مايو 1951.